# Hagu (Tanah Luas)
Hagu is een bestuurslaag in het regentschap Aceh Utara van de provincie Atjeh, Indonesië. Hagu telt 231 inwoners (volkstelling 2010).